# Val Terragnolo
Das Val Terragnolo, auch als Valle di Terragnolo bekannt, ist ein orographisch linkes Seitental des Etschtales im Trentino (Italien). Das im Deutschen auch als Laim- oder Leimtal bezeichnete Tal war bis zum 19. Jahrhundert eine deutsche Sprachinsel.

## Geografie

### Lage und Umgebung
Das Tal liegt im Südosten der Provinz Trient und grenzt im Osten unmittelbar an die Provinz Vicenza in der Region Venetien. Es führt vom Passo della Borcola 1207 m s.l.m. halbkreisförmig in Ost-West-Richtung bis vor die Tore Roveretos und mündet dort in das Vallagarina, wie dieser Abschnitt des Etschtales genannt wird. Durchflossen wird das tief eingeschnittene Kerbtal auf der gesamten Länge von 18 Kilometern vom Leno di Terragnolo (deutsch: Laim- oder Leimbach), einem Sturzbach, der bei San Colombano klammartig in den Torrente Leno mündet.
Eingegrenzt wird es im Süden vom Massiv des Pasubio, im Nordosten grenzt es an die Hochebene von Folgaria und im Nordwesten an den Monte Finonchio, die alle zu den Vizentiner Voralpen zählen.

### Administrative Gliederung
Das Tal gehört zum größten Teil zur Gemeinde Terragnolo. 33 der 37 im Tal liegenden Orte gehören dieser Gemeinde an. Lediglich der untere Talbereich fällt in das Gemeindegebiet von Trambileno, mit dem Weiler Ca’ Bianca und den Einzelsiedlungen Maso al Fò und Ronchi, sowie in das Gemeindegebiet von Rovereto mit den Weilern Cisterna, Pinteri und Senter.

### Klima
Das Klima im Tal wird von den zahlreichen Höhenstufen beeinflusst, die vom submediterranen bis in den subalpinen Bereich reichen. In Piazza dem Gemeindesitz der Gemeinde Terragnolo auf 782 m s.l.m. betrug im Zeitraum von 1990 bis 2003 die Jahresdurchschnittstemperatur 10,4 °C. Am kältesten war es im Dezember und Januar mit einer Durchschnittstemperatur von 1,9 °C und am wärmsten im August mit 20,4 °C. Im Winter sind die Werte aufgrund von Inversionswetterlagen und aufgrund der starken Sonneneinstrahlung der Südhanglage höher als beispielsweise im nur 210 m s.l.m. hohen Rovereto im Etschtal.
Die Niederschlagsmenge betrug in Piazza im Zeitraum von 1923 bis 2003 im Jahresdurchschnitt 1138 mm. Es handelt sich dabei um typische Werte der italienischen Voralpen mit Minimumwerten im Winter und zwei fast gleich hohen Maximumwerten im Frühjahr und Herbst. So fallen in den Monaten Januar und Februar etwa 10 % sowie im Mai/Juni und im Oktober/November etwa 40 % der jährlichen Niederschlagsmenge. Hangneigung und Ausrichtung sind zudem für das Auftreten von zahlreichen Mikroklimata verantwortlich.

## Geomorphologie und Geologie

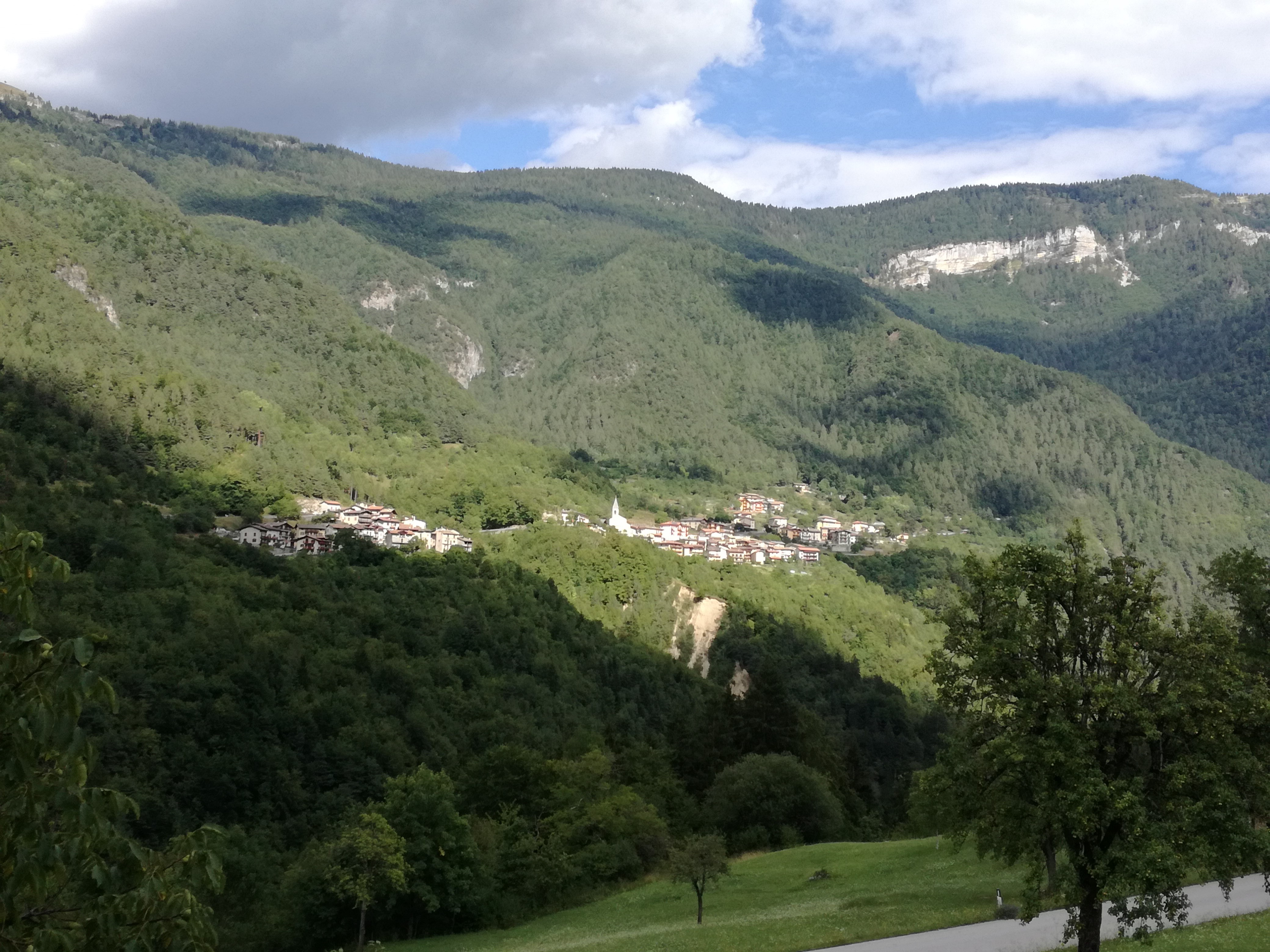
Obere Talbereich mit den Orten Baisi, Zoreri, Soldati, Campi und Incapo

Das Terragnolotal ist ein asymmetrisches Kerbtal fluvioglazialen Ursprungs, das am Talende in eine Klamm übergeht. Es wurde von den Gletschern der Riß- und Würm-Kaltzeit geformt, so bedeckte in der Würmeiszeit ein Seitenarm des Etschgletscher das Tal. In der dazwischen und danach liegenden Warmzeit sorgte abfließendes Wasser für die Tiefenerosion, die das Tal kennzeichnen. Reste von Moränen- und Flussablagerungen sowie Findlinge, die sich im Val Terragnolo finden, sind ebenso Zeugnisse dieser Vergangenheit, wie die von Gletschern geformten Terrassen, auf denen in der Folgezeit die Ansiedlungen entstanden.
Die im Tal vorherrschenden Gesteinsschichten sind Sedimentgesteine, vorrangig Hauptdolomit, aber auch Knollenkalke, wie der Veroneser Marmor sowie oolithische und mikritische Kalke. Erwähnenswert ist der Noriglio Graukalk, eine Kalksteinsubformation, die vom Geologen Richard Lepsius nach dem Ort Noriglio benannt wurde, einem am nordwestlichen Rand des Terragnolotals gelegenem Stadtteil von Rovereto und ebenfalls im Val Terragnolo vorkommt. Im Tal eingelagert ist aber auch Eruptivgestein aus dem Tertiär. Zum Talboden hin finden sich dagegen überwiegend fluviatile Sedimente.
Aufgrund der geologischen Gegebenheiten ist das Tal von Verkarstung betroffen. Karstgewässer stellen auch die bedeutendsten Zuflüsse des Leno di Terragnolo dar.

## Flora und Fauna
Da sich das Val Terragnolo über mehrere Höhenstufen und damit verbundenen unterschiedlichen Klimabereichen ausbreitet, die zudem von der Hangneigung und Ausrichtung beeinflusst sind, weist es eine reichhaltige Biotopvielfalt auf. Die Höhenstufen reichen vom subalpinen Bereich am Pasubio bis zum planaren Bereich bei San Colombano am Zusammenfluss des Leno di Terragnolo mit dem Leno di Vallarsa auf etwas mehr als 220 m s.l.m.. So finden sich im untersten Bereich termophile Arten wie die Terpentin-Pistazie oder die Onosma helveticum subsp. tridentinum eine Unterart der Onosma helvetica. Die unteren Höhenstufen sind an den südlich und südwestlich ausgerichteten Hängen durch submediterrane Laubmischwälder in Form von Niederwäldern mit Manna-Eschen, Europäische Hopfenbuchen und an trockenen, sonnigen Stellen mit Flaumeichen gekennzeichnet. Anzutreffen sind auch die Gemeine Hasel und der Perückenstrauch. Unter den Kulturpflanzen finden sich Weinreben und Echter Buchweizen. Letzterer wurde in der Vergangenheit von der Bevölkerung für die Zubereitung von schwarzer Polenta angebaut. Da landwirtschaftliche Nutzung nur mit Hilfe von Terrassen gestützt durch von Trockenmauern möglich war, entstanden zudem künstlich geschaffene Habitate für Mauerfugen- und Mauergesellschaften.
An den Nordhängen reichen dagegen die Laubmischwälder mit Traubeneichen und Winter- aber auch Sommerlinden sowie Feldahorn bis fast zur Talsohle hinunter und vermischen sich dort mit Arten des submediterranen Laubmischwald, der an den Südhängen bis auf über 800 m s.l.m. hinaufreicht. Auf dieser Höhe finden sich auf den Nordhängen bereits Buchenwälder mit Weißtannen und Gemeiner Fichte vermischt. Heimisch sind in dieser Höhenstufe, die an den Südhängen zum Großteil nur am oberen Talrand und gegen Talende vorzufinden ist, aber auch Arten wie der Bergahorn und der Alpen-Goldregen. Abgelöst wird diese Höhenstufe ab etwa 1500 m s.l.m. von Lärchen und Zirbelkiefern und anschließenden Alm- und Wiesenflächen.
Die Vielfalt von Lebensräumen mit Feuchtgebieten, Trockenzonen bis hin zu Gras und Felshabitaten, sind Heimat zahlreicher Spezies. Darunter auch seltene oder bedrohte Arten wie der Schneehase, Steinadler, Auerhuhn, Birkhuhn und der Mauerläufer.

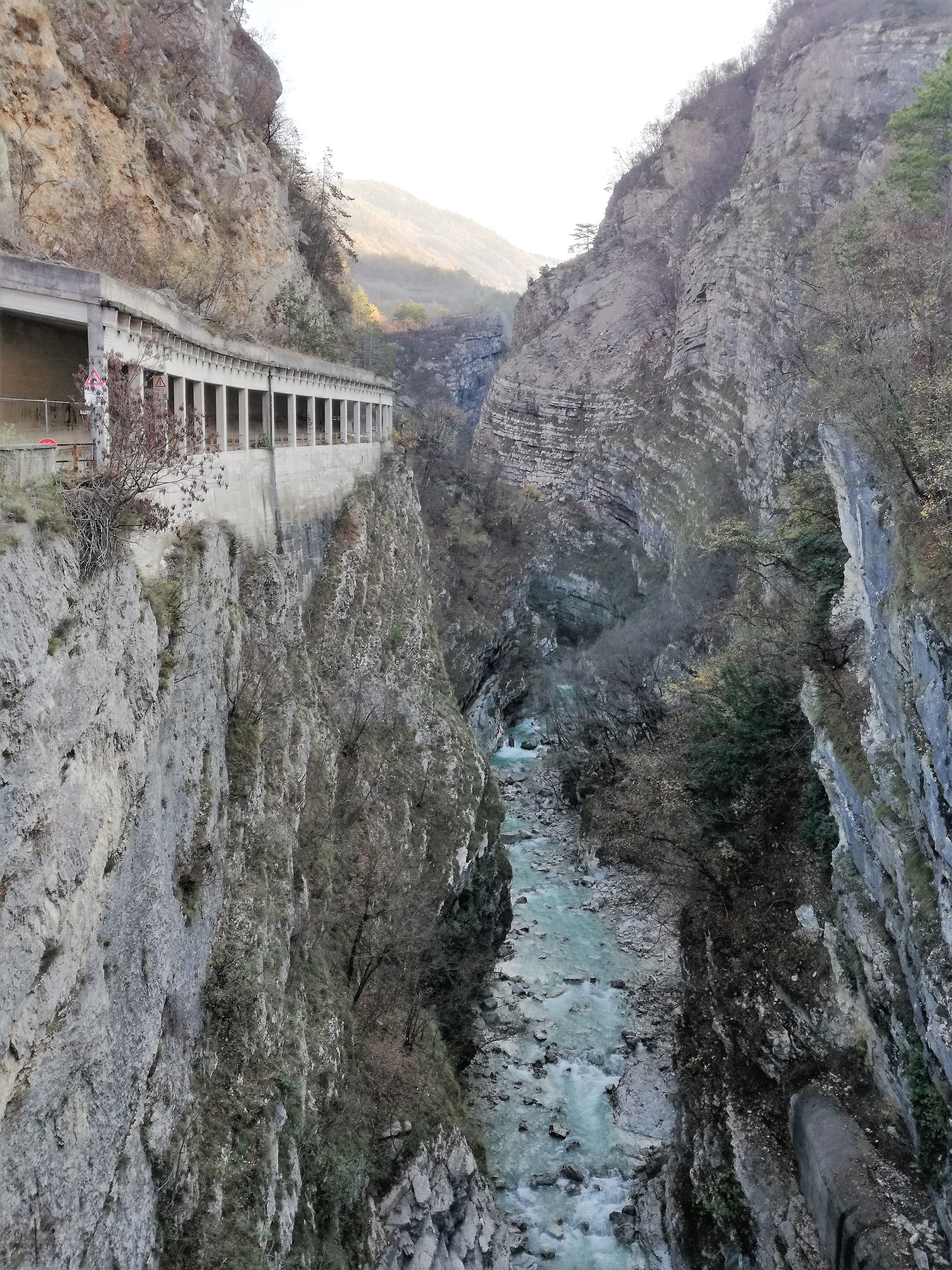
Das klammartige Talende mit dem Torrente Leno di Terragnolo bei San Colombano

## Wirtschaft
Die Wirtschaft des Tales basierte über Jahrhunderte auf den drei Pfeilern Forst-, Land- und Almwirtschaft. Während Land- und Almwirtschaft aufgrund der geographischen Gegebenheiten zum Großteil nicht über die Bedeutung einer reinen Subsistenzwirtschaft hinausreichten, stellte der Holzhandel lange Zeit die wichtigste Einkommensquelle dar. Heute übersteigt die Zahl der Pendler, die insbesondere in Rovereto beschäftigt sind, bei weitem die Zahl der im Tal beschäftigten, so dass man von einer Pendlergemeindesituation sprechen kann.

### Forstwirtschaft
Der Wald wurde auf verschiedene Weise genutzt, wobei nur das hochwertige Bauholz gehandelt wurde. Dieses wurde über den Leno getriftet und in Rovereto umgeschlagen. Holz, dass keinen Marktwert besaß, diente der Bevölkerung vor allem als Brennholz, in geringerem Masse wurde es auch für die Holzkohlegewinnung und zur Befeuerung von Kalköfen genutzt. Blätter und Zweige bestimmter Arten, wie der Hopfenbuche oder der Mannaesche dienten als Zusatzfutter für Ziegen. Buchenblätter als Strohersatz in den Stallungen. Durch die intensive Nutzung entstand der charakteristische Niederwald, der 50 % der gesamten Waldfläche ausmacht und nur von geringen forstwirtschaftlichen Wert ist.

### Landwirtschaft
Bis in die 1950er Jahre spielte die Landwirtschaft eine wichtige Rolle für den Lebensunterhalt der Bewohner. Aufgrund mehrerer Faktoren trug sie aber nicht wesentlich zu einer Verbesserung der wirtschaftlichen Verhältnisse bei. Die geographischen Bedingungen und der dadurch bedingte niedrige Mechanisierungsgrad, fehlende Infrastrukturen, starke Fragmentierung der Eigentumsverhältnisse aufgrund der Realteilung sowie der auf bestimmte Arten eingeschränkte Anbau, sind nach wie vor Faktoren, die sich negativ auf eine erwerbsgerichtete Nutzung der Landwirtschaft auswirken.

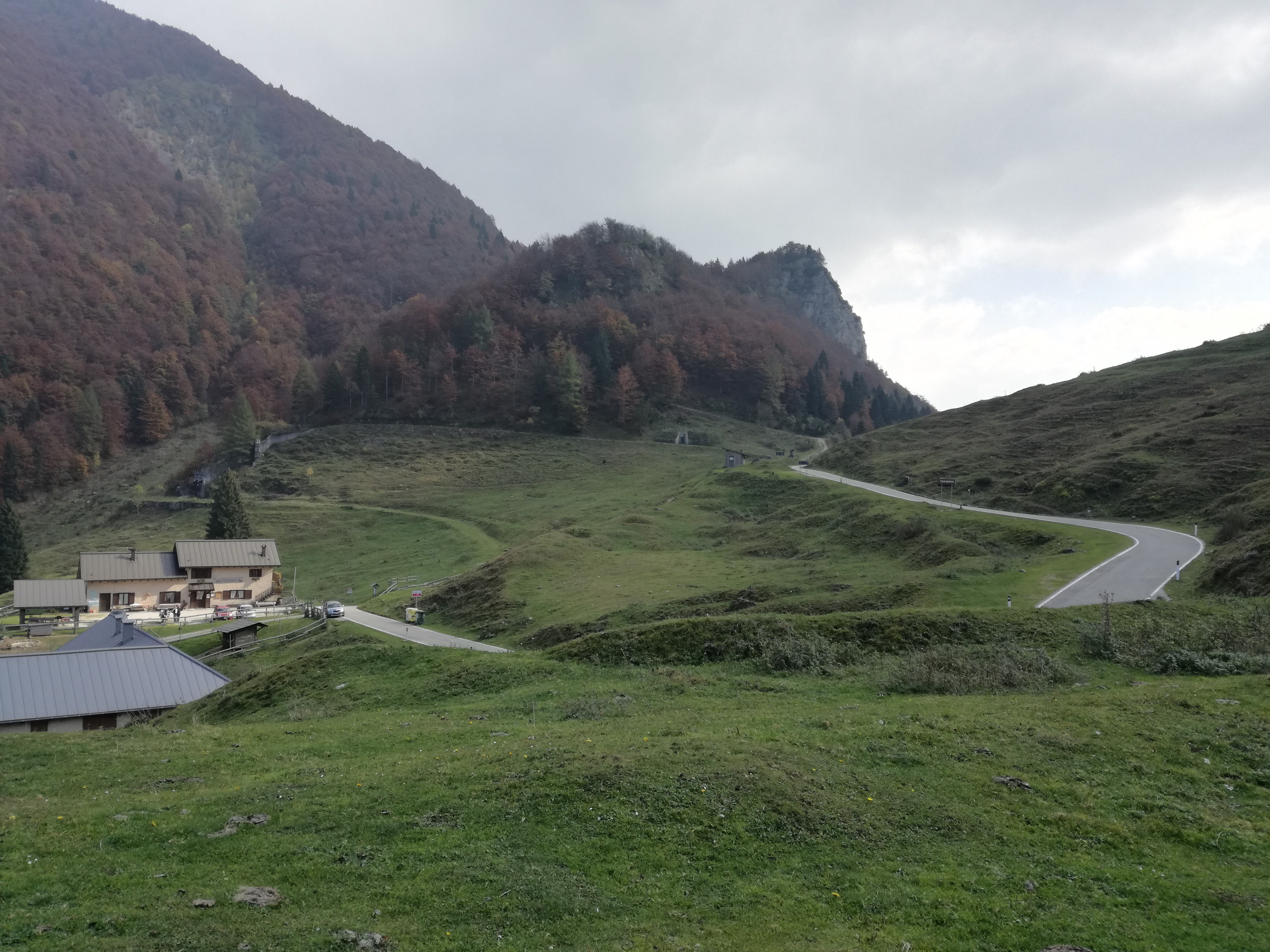
Almflächen am Passo della Borcola

Damit erklärt sich auch der Rückgang der landwirtschaftlich genutzten Fläche um über 60 % in den letzten 150 Jahren. Machte diese in der Mitte des 19. Jahrhunderts noch über ein Viertel der Gesamtfläche aus, waren es 2014 nur noch 11 %. Gleichzeitig stieg die urbanisierte Fläche um das Dreifache auf etwa 3,3 % der Gesamtfläche an, während die Waldflächen um 19,4 % zunahmen und 2014 83 % der Gesamtfläche ausmachten.
Der Rückgang der landwirtschaftlich genutzten Fläche zeigt sich insbesondere beim Rückgang des Terrassenanbaus. Letzterer ist in Höhen zwischen 226 und 1215 m vorzufinden und bedeckt etwa 11 % des Tales. Im Vergleich zur Mitte des 19. Jahrhunderts wurden aber in den 2010er Jahren noch nur etwas mehr als 29 % der Terrassen bewirtschaftet, was etwas mehr als 3 % der Gesamtfläche ausmachte. Nach wie vor bewirtschaftet sind vor allem jene Felder und Wiesen, die in der Nähe von Straßen liegen, während abseits und schwierig zu erreichende Terrassen aufgegeben und vom Wald vereinnahmt wurden.
Bis in die 1950er Jahre spielte der Weinbau in den unteren westlichen Talbereichen und der Anbau von Kirschen eine gewisse Rolle. 2010 gab es laut Statistik noch 15 landwirtschaftliche Betriebe, davon vier mit Viehhaltung und insgesamt 16 Kühen.

### Almwirtschaft
In der Vergangenheit besaßen fast alle Höfe im Tal eigene Nutztiere. Der Viehbestand war allerdings dadurch gekennzeichnet, dass der Großteil der Höfe nur über eine bis zwei Kühe verfügten. Almwirtschaft wurde deshalb ausschließlich über Gemeinschaftsbesitz betrieben. So besaß die Gemeinde Terragnolo bis zu 13 Almen, die bis Ende der 1940er Jahre bestoßen wurden. Die Maul- und Klauenseuche Ende des 19. Jahrhunderts und der Erste Weltkrieg ließen den Bestand stark schrumpfen. Der starke Bevölkerungsrückgang im 20. Jahrhundert führte schließlich dazu, dass die Nutztierhaltung und die Almwirtschaft keine Bedeutung mehr spielen. In den 2010er Jahren gab es nur noch einen Hof mit Kühen und Schafe, der als Erwerbsbetrieb betrieben wurde.

### Handwerk
Das Wasser des Leno diente nicht nur für den Holztransport, der mit dem Bau der Fahrstraße nach Rovereto zu Beginn des 20. Jahrhunderts eingestellt wurde, sondern entlang seines Ufers entstanden auch mehrere Sägewerke, Mühlen und Schmieden. Im Zuge der Industrialisierung verloren diese jedoch an Bedeutung und wurden daher nach den Zerstörungen durch das Lenohochwasser von 1882 zum Teil nicht mehr wieder aufgebaut. Ein venezianisches Sägewerk im Ortsteil Sega (dt. Säge) aus dem 16. Jahrhundert, dessen Betrieb in der zweiten Hälfte des 20. Jahrhunderts eingestellt wurde, ist als Museum erhalten geblieben.

## Soziokulturelle Aspekte

### Sprache
Das Tal wurde nachweislich im 13. Jahrhundert von deutschsprachigen Siedlern besiedelt. Woher die von den Fürstbischöfen von Trient und deren Vasallen, wie den Lizzana und den Castelbarco, ins Tal gerufenen Siedler kamen, lässt sich nicht mit Sicherheit sagen.
Diese in zeitgenössischen Dokumenten einfach als Teutonici bezeichneten Bewohner machten das nur am Rand zum Etschtal hin besiedelte Tal urbar. Es handelte sich dabei um Holzfäller, die zunächst die Talterrassen rodeten und dort ihre Höfe errichteten. Aus diesen Einzelsiedlungen entstanden in der Folgezeit Weiler und die heutigen Fraktionen der Gemeinde Terragnolo.

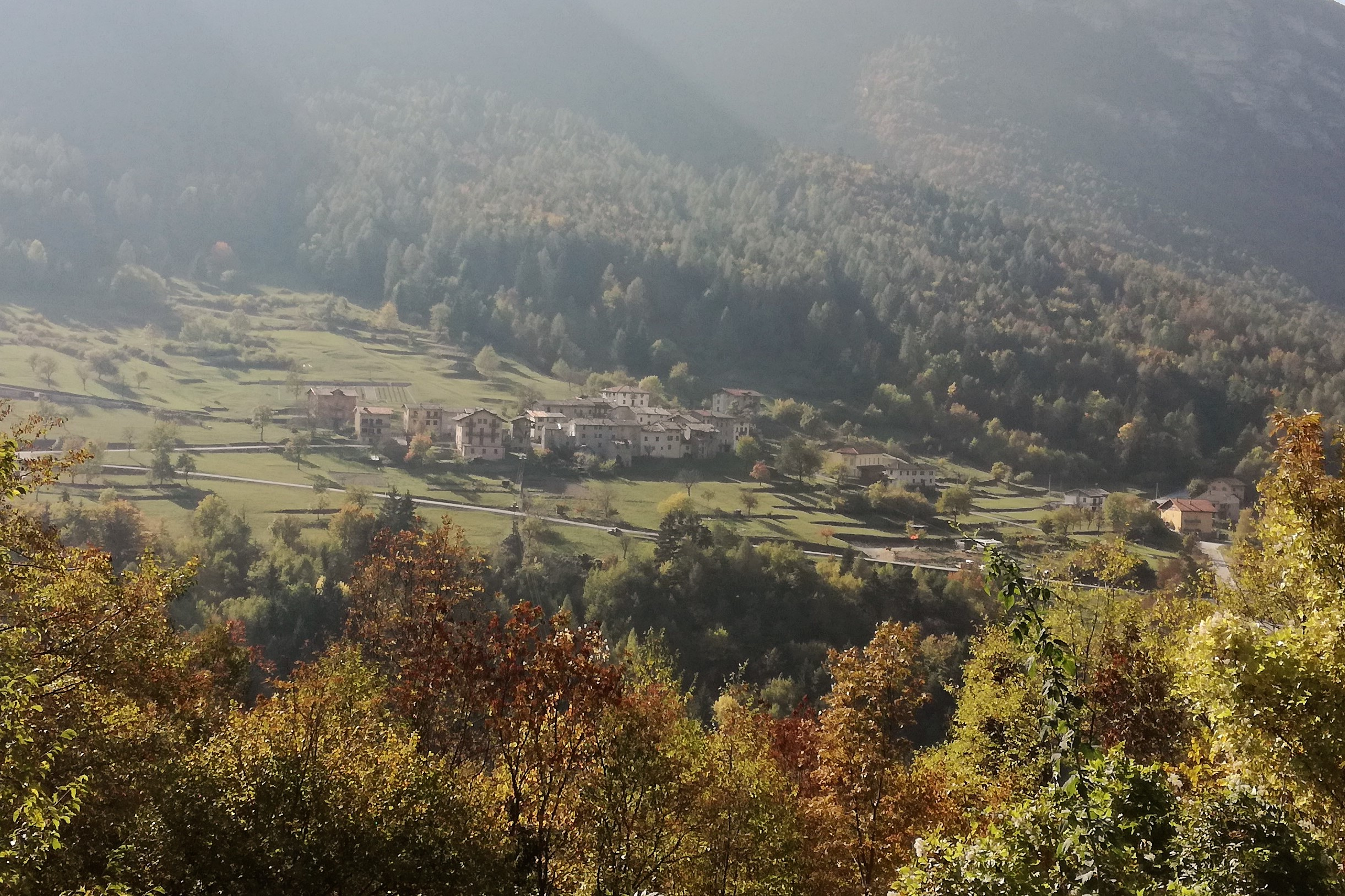
Der Ort Geroli umgeben von Wiesen und Terrassenfeldern

Durch den Holzhandel mit dem Etschtal, vor allem mit Rovereto, begann ab dem 16. Jahrhundert die Assimilation mit dem Italienischen, was sich am langsamen Wandel der topographischen Namen erkennen lässt, die ab diesem Zeitpunkt vermehrt romanischsprachige Einflüsse aufweisen. Verstärkt wurde die Assimilation noch durch die temporäre Auswanderung von Arbeitern, insbesondere nach 1630, als es in Rovereto nach überstandener Pestepidemie zu einer starken Nachfrage an Arbeitskräften kam. Die in Terragnolo gesprochene Sprache wurde aufgrund dieser Einflüsse, ebenso wie in Folgaria, als Slambròt bezeichnet. Diese besaß ganz eigene Sprachmerkmale und gilt als Mundart des Zimbrischen.
Das Slambròt verschwand im 19. Jahrhundert vollständig. Dazu beigetragen hatte auch die von Maria Theresia Ende des 18. Jahrhunderts eingeführten Unterrichtspflicht und die daraufhin errichteten Volksschulen, in denen nur in Italienisch unterrichtet wurde. Erst im Zuge der Volkstumswissenschaft des 19. Jahrhunderts im Nationalitätenkonflikt der Habsburgermonarchie weckte diese Sprache wieder das Interesse der Wissenschaft. 1886 traf der Volkskundler Christian Schneller bei seinen Studien nur noch auf zwei über achtzigjährige Bewohner, die Slambròt sprachen.
Die Bezeichnung Zimbern auf die Bewohner des Terragnolotals zu beziehen, geht auf den Sprachwissenschaftler Eberhard Kranzmayer im 20. Jahrhundert zurück. Heute weisen nur noch Orts- und Flurnamen im Tal auf die zimbrische Herkunft der ehemaligen Einwohner hin.

### Talgemeinschaft
Die geographisch bedingten schwierigen Lebensbedingungen im Tal, ließen ein Gemeinschafts- und Solidaritätsgefühl unter den Bewohnern entstehen, dass die Ausgangslage für die Abfassung gemeinschaftlicher Regeln war. Bereits im 16. Jahrhundert entschieden die Familienoberhäupter in gemeinschaftlichen Fragen. Zur Sicherung der Lebensgrundlage wurden Wald- und Weideflächen für eine gemeinschaftliche Nutzung von der Gemeinschaft aufgekauft, da der stark fragmentierte private Grundbesitz meist nicht für die Sicherung des Lebensunterhaltes reichte. Diese Regeln fanden im 17. Jahrhundert mit der Abfassung eines Statutes, den Capituli et ordini del Commune di Terragnollo ihre höchste Ausdrucksform. Dieses Statut beinhaltet Elemente der römischen und der germanischen Rechtsauffassung und wurde in italienischer Sprache abgefasst. Es zeigt nicht nur wie die beiden Volksgruppen friedlich nebeneinander koexistierten, sondern dass sich unter den Bewohnern des Tales eine eigene Identität aus zwei verschiedenen Kulturbereichen entwickelte, die von Außenstehenden weder als deutsch noch als italienisch angesehen wurde.
Das bekannteste Beispiel für eine Talgemeinschaft im heutigen Trentino, in der Grundbesitz in einen Gemeinschafts- und in Privatbesitz aufgeteilt ist, ist die Talgemeinde Fleims.

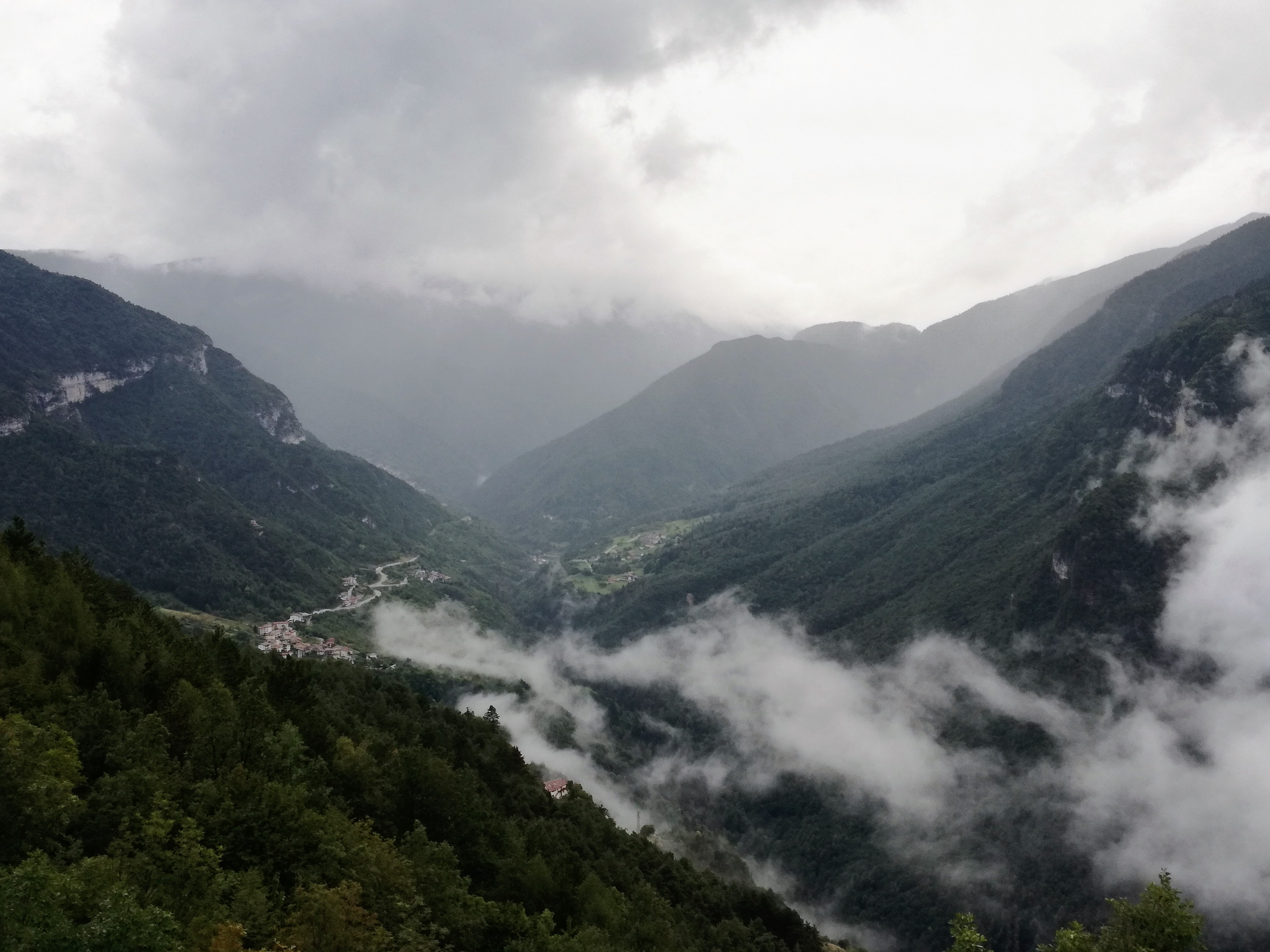
Der mittlere Bereich des Val Terragnolo

### Emigration
Das Val di Terragnolo gehört zu den Tälern im Trentino, in der sich die Auswanderung am stärksten bemerkbar machte. War diese bis zur ersten Hälfte des 19. Jahrhunderts zeitlich, vor allem saisonal, begrenzt, verstärkte sich das Phänomen wesentlich nach dem Ersten Weltkrieg.
Bis in das 19. Jahrhundert zog vor allem der Seidenbau in Rovereto zahlreiche Arbeitskräfte an, bis diese in der zweiten Hälfte des 19. Jahrhunderts aufgrund des Ausbruchs der Pébrine-Krankheit der Seidenspinner einbrach. Eine gleichzeitig im Tal in Erscheinung getretene Mehltauepidemie der Weinreben führte zu einer Krise der schwach ausgeprägten Wirtschaft im Tal. Die Folge war, dass nach neuen Arbeitsverhältnissen Ausschau gehalten wurde und diese beim Bau der Brennerbahn und der Flussbegradigung der Etsch fand. Als diese Projekte Ende des 19. Jahrhunderts beendet waren, kam es im Tal zur ersten größeren Auswanderungswelle nach Brasilien und Argentinien. Diese betraf etwa 4 % der damaligen Bevölkerung.
Zu Beginn des 20. Jahrhunderts war es dann wieder die saisonale Auswanderung, die sich im Tal bemerkbar machte. Ziele waren vor allem die österreichischen Kronländer, aber auch das Deutsche Kaiserreich und die Schweiz. Man betätigte sich dort vor allem in den Sommermonaten als Waldarbeiter.
Die Kriegszerstörungen während des Ersten Weltkriege und der schleppende Wiederaufbau in der Nachkriegszeit lösten die nächste Auswanderungswelle aus. Eine in den 1920er Jahren aufgetretene Reblausplage und die Weltwirtschaftskrise in den 1930er Jahren ließen den Strom der Emigranten nicht zum Versiegen kommen. Waren in den 1920er Jahren noch Frankreich und Belgien die vorrangigen Ziele der Auswanderer, nahmen in den 1930er Jahren aufgrund der restriktiven Auswanderungspolitik der faschistischen Regierung vor allem die oberitalienischen Städte und die italienischen Kolonien die Emigranten auf.
Wurde der Auswanderungsfluss im Zweiten Weltkrieg unterbrochen, setzte er danach fast sofort wieder ein. Der allgemeine Preisverfall in der Landwirtschaft in den 1950er Jahren verstärkte das Phänomen wieder. Vorrangige Ziele waren nun die Schweiz und die Bundesrepublik Deutschland. Ab den 1960er Jahren waren es dann die urbanen Zentren des Trentino, allen voran Rovereto, die zu attraktiven Zielen wurden.

### Die Teragnole
Mit Teragnole wurden bis in die 1960er Jahre diejenigen Frauen aus dem Val Terragnolo bezeichnet, die werktags zu Fuß täglich bis zu 15 Kilometer lange Strecken zurücklegten, um in Rovereto mit ihren spärlichen Erträgen aus der Landwirtschaft, insbesondere mit Milch aber auch mit Waldfrüchten, Pilzen und Brennholz, Handel zu treiben. Diese Form der Frauenarbeit trug wesentlich zur Existenzgrundlage der Bevölkerung im Tal bei. Anfang des 20. Jahrhunderts waren es bis zu 100 Frauen, die vor Sonnenaufbruch zu jeder Jahreszeit mit ihren Waren in die Stadt aufbrauchen und gegen Mittag sich wieder auf den Nachhauseweg machten.
Eingetauscht wurde insbesondere Maismehl für die Zubereitung der Polenta. Letztere stellte das Grundnahrungsmittel im Tal dar, da es preiswert war und den Magen füllte. Da im Val Terragnolo kein Mais angebaut wurde, musste es ins Tal gebracht werden. Durch den Handel mit Maismehl trugen die Teragnole indirekt wesentlich zur Verbreitung der Pellagra im Tal bei. Um 1900 zeigten über 61 % der Bevölkerung Symptome der Krankheit, womit das Val Terragnolo zu den am stärksten betroffenen Gebieten im Trentino gehörte.

## Verkehr
Das Tal ist über die Strada provinciale SP 2 zu erreichen, die auf der orographisch rechten Talseite von Rovereto bis nach Serrada einer Fraktion von Folgaria führt. Die SP 2 berührt dabei die meisten Orte des Tales, darunter auch die Fraktion Piazza, in dem die Gemeinde Terragnolo ihren Sitz hat. Von Piazza führt die Strada provinciale 138 stets auf der reichten Talseite bis zum Passo della Borcola an der Grenze zur Provinz Vicenza.